# Noucentisme

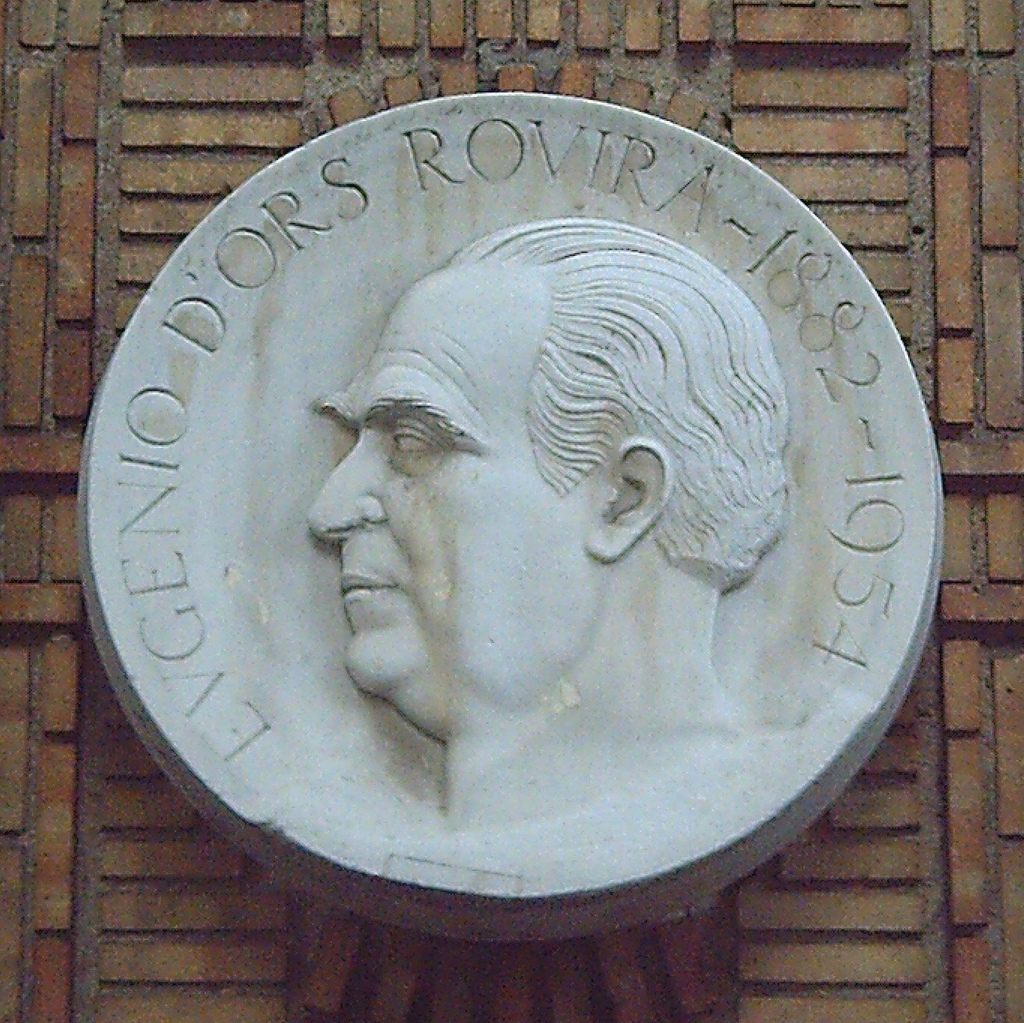
Medalló amb l'efígie d'Eugeni d'Ors, per Frederic Marès. Detall del monument a l'escriptor al Paseo del Prado de Madrid (1963).

El noucentisme va ser un moviment cultural i ideològic molt present a la Catalunya dels primers trenta anys del segle xx. El seu programa modernitzador i catalanista el reflectien la literatura i l'art del moment, però també va influir en el desenvolupament científic i econòmic de principis de segle. Es va caracteritzar per la voluntat de renovació dels intel·lectuals i artistes del nou segle, sovint en contraposició als del segle anterior.
El 2014 es va celebrar a Sitges el I Simposi Internacional sobre el Noucentisme 2014, i el 2017 es va celebrar el II a Girona.

## Definició

### Formulació
Es considera ja iniciat formalment a partir del 1906 quan Eugeni d'Ors va publicar una sèrie de definicions diàries sota el títol de "Glosari" dins de La Veu de Catalunya, les quals tingueren un gran impacte social. Aquests articles dibuixaven el marc del nou pensament polític i els nous gustos estètics de les noves generacions, les pròpies del segle xx acabat d'iniciar. També un llibre seu, La Ben Plantada (1911), influiria tota la seva generació.
Va viure la seva plenitud durant els anys 10 i part dels 20, quan les institucions catalanes de l'època van fomentar-lo a través de les diverses inversions i polítiques culturals que es feien des de les Diputacions, la Mancomunitat de Catalunya i els ajuntaments. El 1911 Prat de la Riba va nomenar Eugeni d'Ors secretari general de l'IEC, la principal institució de totes les que van practicar el noucentisme, des d'on va teixir una xarxa de científics, professionals i intel·lectuals. Una de les característiques del moviment era un gran afecte per l'actitud cívica vers la cultura, el catalanisme, i a més tenia la voluntat de contemporitzar amb les actituds i moviments europeus, sense oblidar que ells es trobaven en el context mediterrani. A més, el procés de conscienciació com a col·lectiu va afavorir que es deixés de pensar en Catalunya com una simple regió espanyola per passar a considerar-la com una nació per ella mateixa, idea que fou argumentada pel mateix Prat de la Riba a La nacionalitat catalana. El 1924, ja vigent la dictadura que va foragitar el catalanisme de les institucions públiques, Josep Pla va definir el noucentisme com un moviment d'idees que havia aconseguit una sèrie de realitzacions que havien donat vida i prestigi a la cultura catalana.
Almenys en els seus inicis, es tractava, doncs, d'un moviment molt lligat a la política. Els noucentistes acostumaven a ser personatges de la burgesia i professionals de la classe mitjana. Això explica, en part, el gust per l'ordre i el seny.
El nom prové del referent directe del Quattrocento (1400) i Cinquecento (1500) italians (Noucentisme per 1900). D'Ors va dir que noucentista era un adjectiu cronològic, però també va ressaltar que "nou" era l'adjectiu contrari a "vell". De fet el noucentisme es plantejava sovint com una alternativa al modernisme.

### Característiques
La seva ideologia es basa en els valors de la raó, la precisió, la serenitat, l'ordre, la mesura, la claredat... També feia certa ostentació d'elitisme intel·lectual.
Rebutjaven els corrents culturals precedents, com ara el modernisme o el romanticisme, perquè aquests exaltaven els sentiments extrems i el trencament de les normes, així com els apassionava el món medieval. En canvi els noucentistes preferien la mesura, ja que la veien com un signe de civilitat, i preferien estudiar el món clàssic i usar-lo com a exemple a seguir. Però també es mostraven contraris al laïcisme i al positivisme, ja que aquests dos corrents combatien un cristianisme que els noucentistes identificaven amb el país. Com que l'art és artifici i transformació del que es veu, s'allunyaven del naturalisme i els moviments realistes, que només volien reproduir la realitat tal com és en comptes de mostrar-la com un ideal.
Es pot resumir l'afany noucentista en uns principis enunciats per d'Ors:
- L'imperialisme: el terme indicava un nacionalisme no separatista,[3] sinó d'imposició cultural i econòmica: calia prosperar a partir de la indústria i la llengua per enfortir Catalunya, tot adoptant la política d'Enric Prat de la Riba.
- L'arbitrarietat: l'art, com a bellesa formal, no necessitava una connexió directa amb la realitat, ja que n'era una sublimació, una millora, qualsevol petita escena podia ser convertida en art si se sotmetia al treball de la forma, veritable element definidor.
- Classicisme: es retorna al model clàssic, d'inspiració grecollatina, enfront de la rauxa del romanticisme que només preveia l'originalitat i la inspiració.
- Mediterranisme: el marc cultural de referència, en consonància amb el tret anterior, és el Mar Mediterrani, bressol de la civilització.
- La ciutat: en oposició a la natura modernista i romàntica, es reivindica la ciutat com a ideal, centre de la raó, el seny i el progrés, contraposat a l'instint vist com a barbàrie. L'ideal és la polis grega, centre de govern i vida democràtica.
- Civilitat: es recupera l'ideal del cortesà, de la mesura i l'harmonia.
- Cerca de "l'obra ben feta": els autors cerquen la perfecció en tot el que fan, cada obra és un exemple del treball rigorós, les normes i la combinació més estètica per esdevenir un model idealitzat del que hauria de ser, d'un món culte al marge de les turbulències del nou segle.

## Literatura
La novel·la va ser un gènere menor durant aquest període. La major producció de prosa eren relats breus i contes, ja que era una manera de transmetre les idees sense dispersar-les. La producció de teatre va ser molt minsa, només van ser Carles Soldevila i Millàs-Raurell qui n'escrigueren. La glosa i l'article periodístic van servir com a vehicles d'expressió de les seves teories, sense manifests destacats. Els autors més importants del període són Josep Carner i Eugeni d'Ors. El gènere més rellevant és la poesia, amb un gust marcat pel sonet, pels temes clàssics i sovint per un posicionament moral de l'escriptor. L'obra Els fruits saborosos, de Carner, publicada el 1906, és considerada el primer recull de poemes noucentista.
El model de llengua, basat en la norma i la correcció, segueix les directrius del I Congrés Internacional de la Llengua Catalana. Des de l'IEC es codifica per primera vegada un català estàndard, que pren com a referència el dialecte de Barcelona per aquest gust de la ciutat, farcit de cultismes, de manera que es modernitza la llengua però sense oblidar les arrels gregues i llatines. La llengua s'allunya conscientment del castellà per reivindicar el seu caràcter propi.
S'observa la influència de l'anomenada escola mallorquina i el simbolisme i el rebuig explícit del realisme. Per l'aire clàssic, les composicions poètiques recuperen temes i estils propis del Renaixement, per exemple s'aprecia l'empremta de Petrarca als versos de Carner.
De la Renaixença catalana del segle anterior n'heretava la voluntat de situar la literatura catalana als nivells superiors de la cultura europea. Però en comptes de fixar-se en el passat medieval, el noucentisme posava el focus en la recuperació dels valors clàssics grecollatins, i posava una gran atenció en la forma d'escriure: busquen la bellesa, l'harmonia i estan plenes de cultismes i metàfores.

## Altres arts
Els artistes plàstics més representatius del Noucentisme foren escultors com Arístides Maillol —que tot i ser de la Catalunya del Nord i d'estar més vinculat a París que a Barcelona coincidia amb l'estètica dels noucentistes de la Catalunya Sud—, Josep Clarà Enric Casanovas i Esteve Monegal. Entre els pintors cal destacar Joaquim Torres i Garcia, principal responsable de l'orientació mediterranista del moviment, Joaquim Sunyer, Xavier Nogués —sempre però amb una certa dosi d'ironia—, Francesc d'Assís Galí, Josep Aragay i Josep Obiols i Palau.

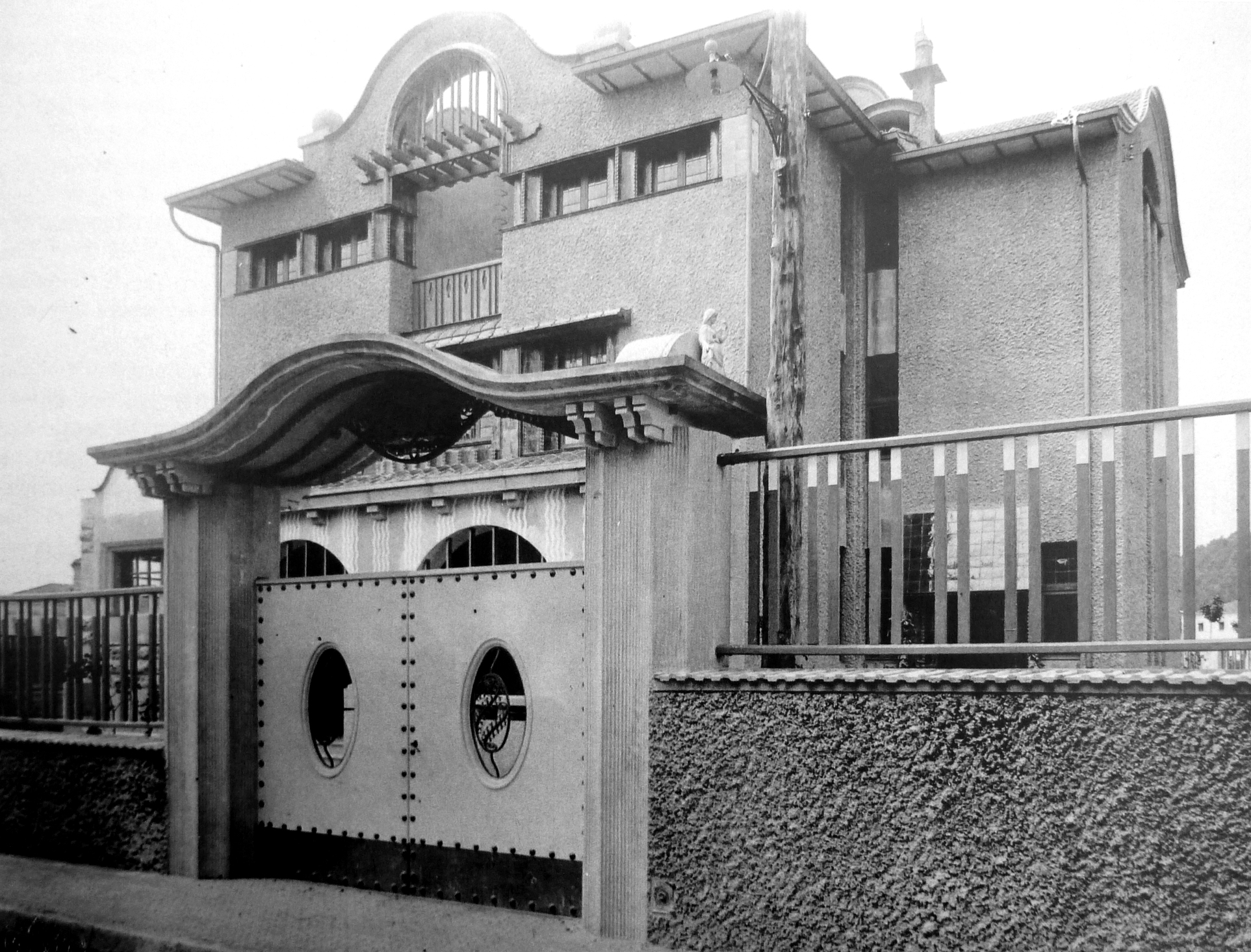
Casa Masramon

Arquitectes com Josep Goday i Casals o l'arquitecte gironí Rafael Masó i Valentí (1880-1935), amb obres principalment a Girona i les seves comarques, seran un dels més clars promotors de l'arquitectura noucentista. Els arquitectes del primer període, com Josep Maria Pericas i Morros barregen elements modernistes i noucentistes, especialment a l'obra civil. El complex artístic de Maricel amb el Museu de Maricel i el Palau de Maricel (Sitges) construït per Miquel Utrillo com a residència i palau per a les arts per a l'industrial i col·leccionista Charles Deering, constitueix una de les primeres mostres del Noucentisme arquitectònic i artístic, tant per les característiques dels edificis com pel conjunt escultòric de gàrgoles i capitells de l'escultor Pere Jou. El Museu de Maricel conté una important col·lecció de pintura i escultura noucentistes (Joaquim Sunyer, Pere Jou, Enric Casanovas i Lola Anglada, entre d'altres.
Bona part dels autors noucentistes (o que van influir en aquest moviment) es van agrupar a l'associació Les Arts i els Artistes. La segona generació va conrear més l'escultura i l'arquitectura, com prova l'obra de Nicolau Maria Rubió i Tudurí, un dels preconitzadors de la ciutat com a ideal català. Aquests artistes volen intervenir a l'espai públic, en el disseny de mobiliari urbà i elements funcionals.

### Arts decoratives
Durant l'etapa noucentista, la idealització del classicisme mediterrani conviu amb una progressiva acceptació del món industrial i tècnic com el marc d'allò contemporani. La bellesa de les formes artesanes queda superada i el valor intrínsec de l'objecte descansa en l'afirmació de l'origen industrial i seriat, així com la funcionalitat. En aquest sentit, la puresa formal i la manca d'ornamentació es constitueixen com les directrius de la nova estètica.

### Música
En la música hi destaquen noms de dones compositores com Ònia Farga, Blanca Selva, Maria Infiesta, Margalida Orfila, Montserrat Campmany o Paquita Madriguera.

## Pensament

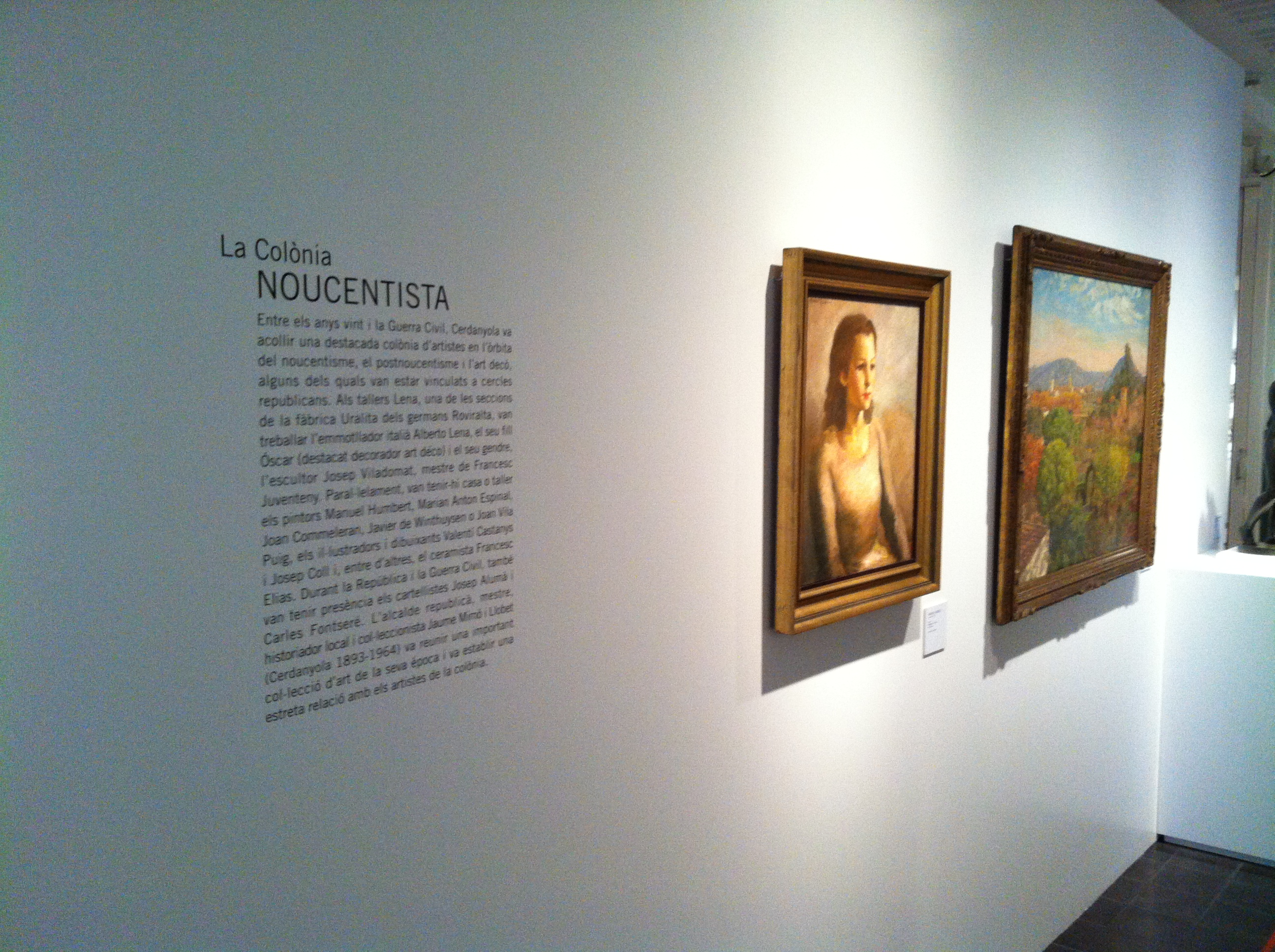
Sala Noucentista del Museu d'Art de Cerdanyola

El Noucentisme va significar un esforç de creació d'infraestructures i, en filosofia, va ajudar a crear un marc de reflexió cívica. El principal valor, malgrat la derrota final del seu somni, deriva d'una radical opció en favor de la cultura, la ciutat i la modernitat. Va aportar les bases d'una teoria de la ciutadania que encara perdura.
En aquest context, la filosofia resulta la baula menys innovadora de la cadena cultural que volia cisellar el Noucentisme. Un pensament que tenia el nucli en la llengua (Pompeu Fabra) i en la història nacional (de Rovira i Virgili a Soldevila). Això s'explica per quatre raons fonamentals. Les dues bàsiques, però, que cal subratllar són: en primer lloc, la manca d'una tradició universitària potent, tot i la presència d'alguns professors universitaris significatius però aïllats, com Serra i Húnter, Xirau i més tard Mirabent. En segon lloc, la pressió d'un tomisme reressagat que veia de mal ull el naixement d'un pensament perillosament laic. Si bé és cert que l'any 1912 es creava la secció de filosofia a la Universitat de Barcelona, amb Serra i Húnter i Tomàs Carreras i Artau al capdavant, la pobresa de mitjans era aclaparadora.
Laic, perquè les relacions entre els pensadors noucentistes catòlics i l'església institucional es van deteriorar arran de dos fets. El primer va ser l'oposició als pressupostos de cultura de l'Ajuntament de Barcelona de l'any 1906. Una inversió que senzillament pretenia la construcció d'algunes escoles municipals, i que va ser boicotejada per la jerarquia. El segon, van ser les reaccions a la Setmana Tràgica. És cert que Torras i Bages va intentar modernitzar l'església catalana, i que a tal efecte, l'any 1910 i amb l'excusa del centenari de Balmes, va promoure un congrés d'apologètica amb força èxit. També els franciscans van impulsar la primera revista de filosofia en català, anomenada Criterion. Però en l'‘ordo amoris' noucentista, Vives i Llull havien de pesar més que Sant Tomàs d'Aquino. El tracte cruel que el pensador democratacristià Josep Maria Capdevila (1892-1972) va rebre de l'església institucional no hauria de ser oblidat. Un conflicte que va desembocar en l'exili. I és que de vegades, amb massa simplificació, es tracta el Noucentisme com si fos un pensament d'arrel clerical.

Convé recordar, en tercer lloc, que el català no era llengua acadèmica de la universitat i que això impedia, de fet, que els professors la utilitzessin per produir. A més, a l'època, tant les tesis doctorals com les oposicions universitàries només es convocaven a Madrid. Allí, la simple sospita de catalanisme impossibilitava l'obtenció d'una plaça. Un fet que, per exemple, va impedir la carrera acadèmica d'Eugeni d'Ors, el 1914.
Finalment, pel que feia a l'alta cultura, es considera que Catalunya no era més que una província de França. En el context que ens ocupa, la filosofia universitària francesa era poc significativa, sobretot quan se la comparava amb la renovació del llenguatge que provenia de Viena i de Cambridge. Bergson va influir en D'Ors, però només Eduard Nicol el va incorporar amb plenitud. El pragmatisme americà (W. James), bàsic en la renovació pedagògica catalana, resultava massa trencador per a una tradició metafísica universitària. A més, malgrat la influència de Russell (que l'any 1920 va visitar Barcelona) en l'obra de Crexells, l'epistemologia empirista i la crítica del llenguatge eren llunyanes al món mental del moment. Joaquim Xirau, el professor de més prestigi en la filosofia dels anys republicans, va optar per una fenomenologia basada en Scheler i, fins i tot, va contractar un deixeble jueu de Paul-Ludwig Lansdsberg. Al cap dels anys, membres del Club Xirau, com Jordi Maragall, Pep Calsamiglia, Miquel Siguan o Francesc Gomà encara el recordaven amb emoció. Tots ells van ser els components de l'Escola de Barcelona, els que no van marxar a l'exili i els que van fer possible l'enllaç amb les noves generacions durant la postguerra.
En resum, la filosofia noucentista no representa tant un moviment com un estil de pensament. És idealista fins a l'espiritualisme, com s'observa en l'obra de Serra i Húnter i en certa manera d'Eduard Nicol; profundament interessada per la forma –i per les ‘formes' en sentit orsià–, molt centrada en la pedagogia; en el paper de les emocions, com demostra el cas de Xirau; i en l'estètica de base psicològica, com a l'obra de Mirabent, i també clarament republicana i amb una voluntat transformadora, com pot observar-se en Serra i Moret. Al Noucentisme no li interessava tant l'originalitat de les idees com l'ofici filosòfic i, per això mateix, moltes de les seves reflexions se centren en el tema tradicional de la relació entre la veritat i la realitat. Algunes de les millors planes de Nicol estan dedicades específicament a l'intent de ‘salvar' la veritat davant les pretensions de la ciència. Com a filòsofs de la modernitat creuen, com diu Serra i Húnter a ‘Sentit i valor de la nova filosofia' del 1934, que amb la nova situació mundial creada per la guerra del 1914, s'ha produït ‘la desintegració de la cultura espiritual, que és per essència totalitat i harmonia', i opten pel culturalisme.

## Context
El 1906, davant l'esclerosi de l'estat espanyol, els poders públics catalans i els intel·lectuals comencen a treballar plegats per tal d'elaborar una política cultural exigent, amb criteris d'eficàcia política. Era el primer cop que polítics i pensadors unien esforços, en una aliança que rebria el nom de Noucentisme. Una col·laboració conjunta mai vista, que, per aquesta mateixa naturalesa, s'ha arribat a qualificar de moviment modern. Els noucentistes, doncs, disposaven d'un cert poder polític, per migrat que fos, i, alhora, d'una capital moderna, Barcelona. I no tot quedava aquí, perquè també es van beneficiar del consens interclassista generat pel catalanisme.
Segons el lema de Jaume Serra i Húnter, més que pels somnis mediterranis, els noucentistes van emmarcar el seu programa en dos principis pràctics: higiene i cultura.
Entre el 1906 i el 1936, el Noucentisme no tan sols va produir una estètica, més o menys platonitzant, sinó un ideal civil i de servei. Serra i Húnter ho va definir com a fer cultura per a tothom. En aquest sentit, la culminació del Noucentisme pot situar-se en la integració política a Esquerra Republicana del bo i millor de la intel·lectualitat catalana. En una carta a Francesc Macià del 24 d'octubre de 1932, afirma: «No portem dins de nosaltres cap pretensió ni cap ambició. No tenim altre desig que el de servir de la millor manera que puguem i qualsevol que sigui el lloc que se'ns assenyali, l'alt ideal que posa claror a la nostra vida.»